# Osas Ehigiator
Osas Ehigiator (Sevilla, Andalucía, 30 de octubre de 1999) es un jugador de baloncesto español actualmente sin equipo. Con 2,08 de estatura, su puesto natural en la cancha es el de pívot.

## Trayectoria deportiva
Comenzó jugando al baloncesto en las categorías inferiores del Urbas Fuenlabrada, al que llegó en categoría infantil, el joven interior sevillano, a pesar de su juventud, pronto se convertiría en habitual en los entrenos del primer equipo.
Durante la temporada 2017-18 es cedido al Real Canoe Natación Club Baloncesto Masculino de la LEB Plata, con el que consiguió el ascenso a LEB Oro.
En la temporada 2018-19 es cedido al equipo vinculado de La Antigua CB Tormes que milita en la LEB Plata, donde alcanzó medias de 8 puntos, 6 rebotes y 11 de valoración por partido, siendo uno de los pívots más destacados de la categoría. Durante la temporada disputa dos partidos con el Montakit Fuenlabrada en Liga Endesa y uno en Basketball Champions League. Precisamente en el último partido de ACB fue en el que tuvo más protagonismo pues disputó 14 minutos en los que ayudó al equipo a ganar al Iberostar Tenerife con 4 puntos, 4 rebotes y 3 tapones.
Tras las dos cesiones mencionadas, en julio de 2019 se incorpora a la primera plantilla del Urbas Fuenlabrada firmando un contrato hasta junio de 2022.
El 14 de julio de 2023, firma por el BC Nevėžis de la Lietuvos Krepšinio Lyga.
El 3 de octubre de 2023, regresa al Baloncesto Fuenlabrada para jugar en la Liga LEB Oro, firmando un contrato temporal por dos meses.